# Passiflora trisulca
Passiflora trisulca Mast. – gatunek rośliny z rodziny męczennicowatych (Passifloraceae Juss. ex Kunth in Humb.). Występuje endemicznie w Kolumbii. 

## Morfologia
PokrójZdrewniałe, trwałe, nagie liany.
LiściePotrójnie klapowane, dłoniaste u podstawy, skórzaste. Mają 8–13 cm długości oraz 12–16 cm szerokości. Całobrzegie, z ostrym wierzchołkiem. Ogonek liściowy jest owłosiony i ma długość 35–50 mm. Przylistki są jajowate o długości 15–30 mm.
KwiatyPojedyncze. Działki kielicha są podłużne, zielonobiaławe, mają 2-2,8 cm długości. Płatki są podłużne, zielonobiaławe, mają 2–2,5 cm długości. Przykoronek ułożony jest w 3–4 rzędach, biało-fioletowy, ma 2–18 mm długości.